# 特爾薩米語
特爾薩米語（saa´mekiill / са̄мькӣлл）是乌拉尔语系薩米語支最東部的一门语言。传统上特爾薩米語通行于科拉半島的東北部。現在特爾薩米語被列為瀕危語言。2004年时只剩下10位特爾薩米語的使用者，而在2010年时只有兩人。

## 历史

俄罗斯境内的萨米语和居住点分布图：
特尔萨米语

在19世纪结束时，在科拉半岛的东部曾有六个特尔萨米人村庄，总人数约为450人。2004年时，大约还有100位特尔萨米人，其中只有两个年长者会说特尔萨米语，其余的人则转向使用俄语。
苏联农业集体化导致了母语者数量快速减少，在其时1930年代禁止在学校和家庭里说特尔萨米语。特尔萨米人最大的村庄约坎加（Йоканьга）被认定为“无前景”，村民们被迫迁至格列米哈军事基地。

## 文字记录

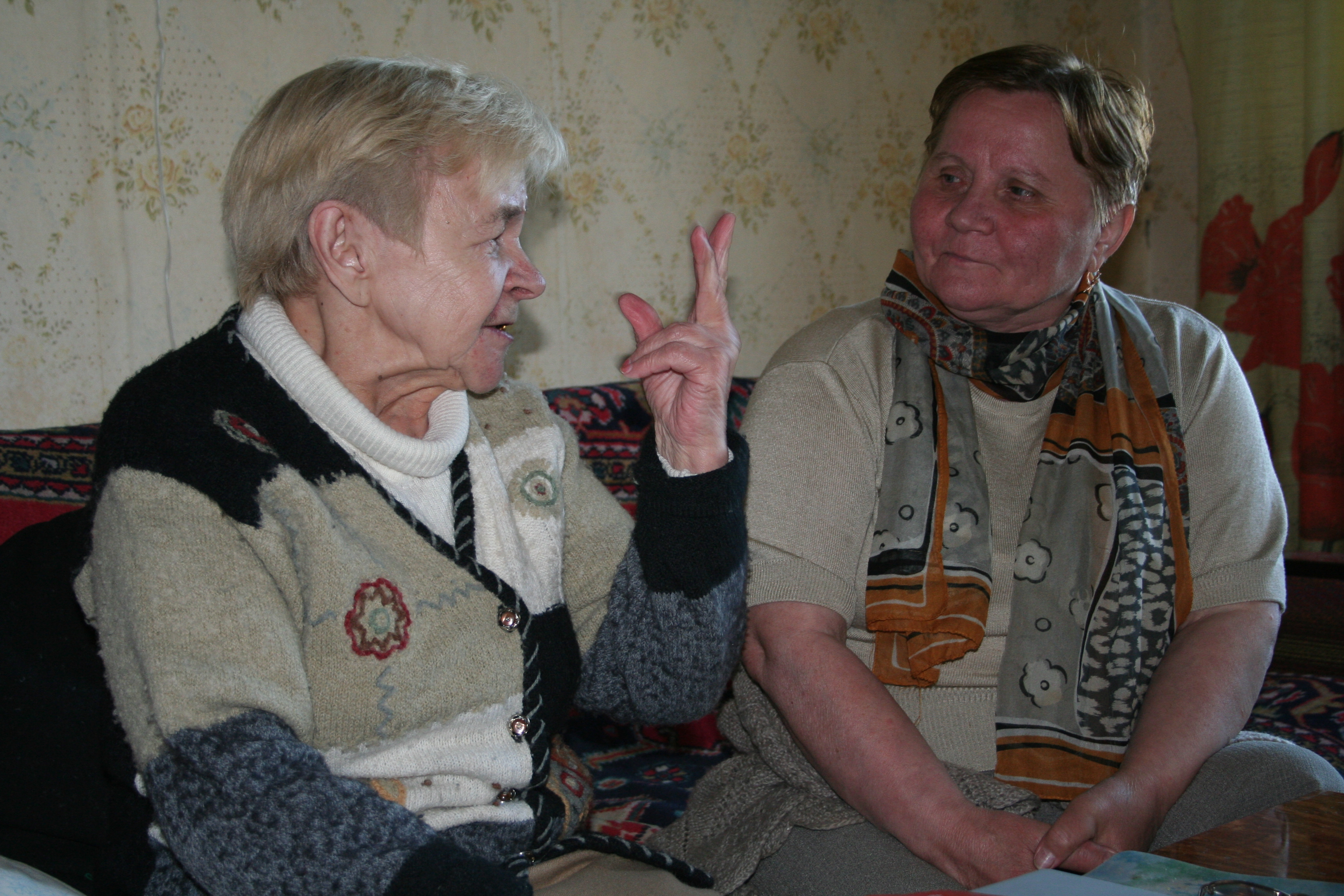
最后几位能说特尔萨米语的人之一佐娅·格拉西莫娃（左），摄于2006年

针对特尔萨米语没有学习资料或教学场所，该语言也没有标准正字法。对该语言的研究不够完整，记录也不多；尽管有一些样本文本、音频记录及字典供语言学研究，但没有对该语言的语法描述。
萨米语支中已知的最早的文字记录是1557年英国探险家 Stephen Borough 收集的简短的特尔萨米语词汇表；该词汇表由理查德·哈克卢伊特发表。

## 书写系统
在1930年代时曾开发过一套基于斯科尔特萨米语并使用拉丁字母的拼写系统。二战后，该系统被一套基于基尔丁萨米语并使用西里尔字母的系统取代。